# Liste der Bodendenkmäler in Kammerstein
Auf dieser Seite sind die Bodendenkmäler in der mittelfränkischen Gemeinde Kammerstein zusammengestellt. Diese Tabelle ist eine Teilliste der Liste der Bodendenkmäler in Bayern. Grundlage ist die Bayerische Denkmalliste, die auf Basis des Bayerischen Denkmalschutzgesetzes vom 1. Oktober 1973 erstmals erstellt wurde und seither durch das Bayerische Landesamt für Denkmalpflege geführt wird. Die folgenden Angaben ersetzen nicht die rechtsverbindliche Auskunft der Denkmalschutzbehörde.

## Bodendenkmäler in Kammerstein
| Lage                   | Objekt | Akten-Nr.     | Bild |
| ---------------------- | --- | ------------- | ---- |
| Kammerstein (Standort) | Siedlung der Bronzezeit, Grabhügel vorgeschichtlicher Zeitstellung.                                                                                       | D-5-6631-0002 |      |
| Kammerstein (Standort) | Siedlung vor- und frühgeschichtlicher Zeitstellung. | D-5-6631-0003 |      |
| Kammerstein (Standort) | Siedlung der Bronzezeit. | D-5-6632-0118 |      |
| Kammerstein (Standort) | Mittelalterlicher Turmhügel. | D-5-6731-0027 |      |
| Kammerstein (Standort) | Frühmittelalterliches Reihengräberfeld. | D-5-6731-0028 |      |
| Kammerstein (Standort) | Mittelalterlicher Burgstall. | D-5-6731-0083 |      |
| Kammerstein (Standort) | Erdstall des Mittelalters oder der frühen Neuzeit. | D-5-6731-0085 |      |
| Kammerstein (Standort) | Hohlwegsegment des frühmittelalterlichen Mildacher Steiges.                                                                                               | D-5-6731-0088 |      |
| Kammerstein (Standort) | Mittelalterliche und frühneuzeitliche Befunde im Bereich der Evang.-Luth. Pfarrkirche St. Bartholomäus, Friedhof des Mittelalters und der frühen Neuzeit. | D-5-6731-0138 |      |
| Büchenbach (Standort)  | Siedlung der Bronzezeit. | D-5-6732-0090 |      |